# Sarroux - Saint Julien
Sarroux - Saint Julien est, depuis le 1er janvier 2017, une commune nouvelle française située dans le département de la Corrèze en région Nouvelle-Aquitaine. Ses habitants sont appelés les Sarrousiennes et Sarrousiens.
La commune nouvelle regroupe les anciennes communes de Sarroux et de Saint-Julien-près-Bort depuis le 1er janvier 2017. Son chef-lieu se situe à Sarroux.

## Géographie

### Localisation
La commune est située au nord-est de la Corrèze, à proximité de deux départements de la région Auvergne-Rhône-Alpes : Cantal et Puy-de-Dôme.
Les villes les plus proches sont Bort-les-Orgues (10 km au sud-est) et Ussel (23 km au nord-ouest).

#### Communes limitrophes
Sarroux - Saint Julien est limitrophe de onze communes, dont cinq dans le département du Cantal.
| Saint-Bonnet-près-Bort, Margerides | Thalamy, Monestier-Port-Dieu | Beaulieu (Cantal) |
| Roche-le-Peyroux                   | Sarroux - Saint Julien       | Lanobre (Cantal)  |
| Saint-Pierre (Cantal)              | Champagnac, Madic (Cantal)   | Bort-les-Orgues   |

| - OpenStreetMap Limite communale. |

### Géologie et relief
La superficie de la commune est de 54,39 kilomètres carrés ; son altitude varie de 550  à   870 mètres, le puy de Bort est le sommet de plus haut de la commune. Sarroux - Saint Julien est la huitième plus grande commune de la Corrèze. La commune est dans une zone Natura 2000.
Le sol de la commune renferme quelques curiosités géologiques exploitées dans le passé : le charbon s'extrayait de la mine du Lys, un petit gisement de minerai de fer nourrissait les forges de Saint-Thomas, l'argile, abondante au Chassang, assurait du travail à quelques briquetiers, tuiliers ou potiers.

### Hydrographie

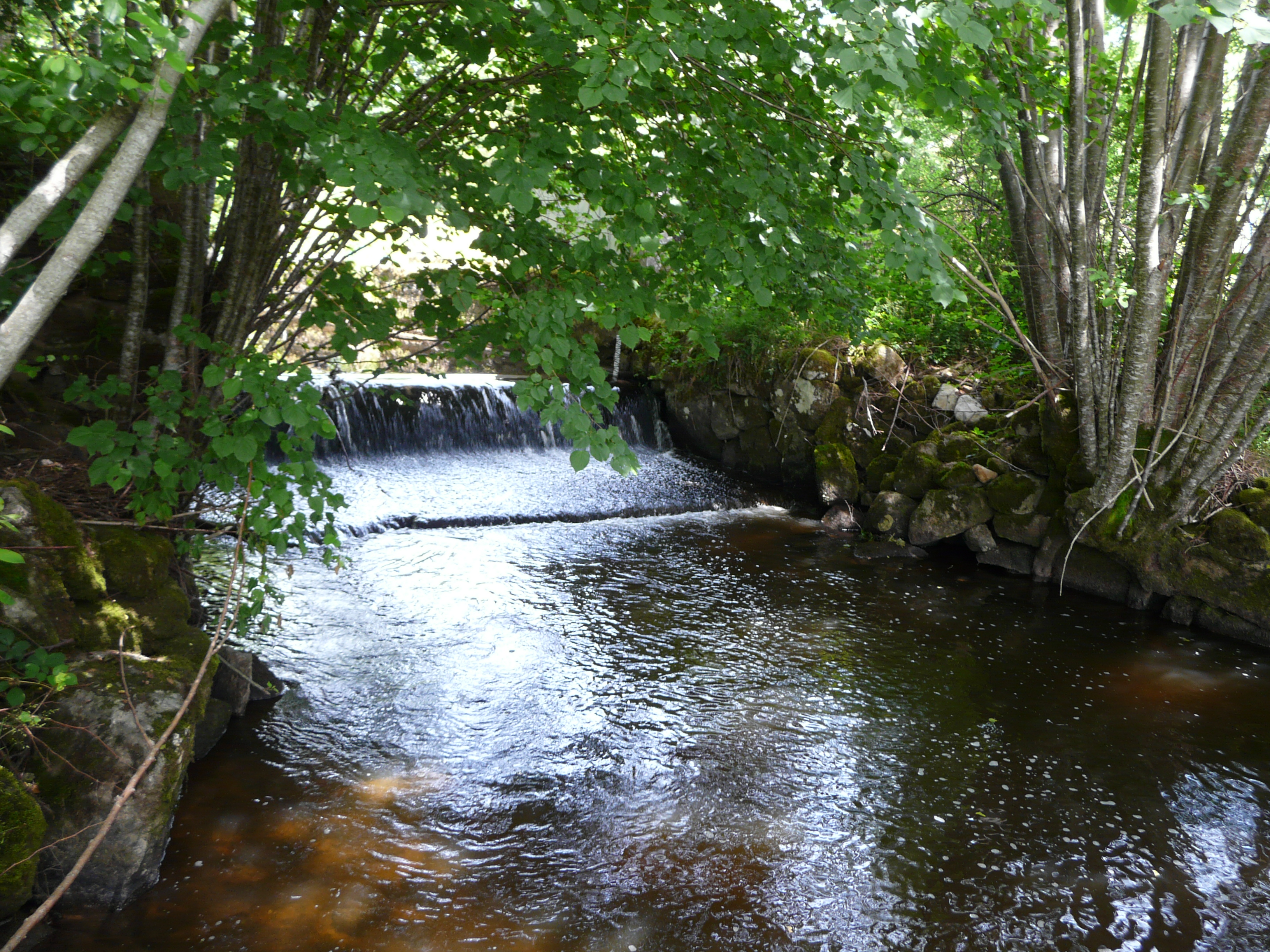
Le Lys au lieu-dit les Plaines.

La commune se trouve sur la rive droite de la Dordogne, en amont du barrage de Bort-les-Orgues et le long de son lac. À l'ouest de la commune, la Diège se jette dans la Dordogne.
Un autre cours d'eau traverse son territoire : le Lys qui se jette dans la retenue du barrage de Bort-les-Orgues.

### Climat
Pour des articles plus généraux, voir Climat de la Nouvelle-Aquitaine et Climat de la Corrèze.
Historiquement, la commune est exposée à un climat montagnard.
En 2020, Météo-France publie une typologie des climats de la France métropolitaine dans laquelle la commune est exposée à un climat de montagne et est dans la région climatique Ouest et nord-ouest du Massif Central, caractérisée par une pluviométrie annuelle de 900 à 1 500 mm, maximale en automne et en hiver.
Pour la période 1971-2000, la température annuelle moyenne est de 9,8 °C, avec une amplitude thermique annuelle de 15,2 °C. Le cumul annuel moyen de précipitations est de 1 223 mm, avec 13,3 jours de précipitations en janvier et 8,1 jours en juillet. Pour la période 1991-2020, la température moyenne annuelle observée sur la station météorologique la plus proche, située sur la commune de Saignes à 10 km à vol d'oiseau, est de 11,3 °C et le cumul annuel moyen de précipitations est de 987,0 mm,. Pour l'avenir, les paramètres climatiques de la commune estimés pour 2050 selon différents scénarios d’émission de gaz à effet de serre sont consultables sur un site dédié publié par Météo-France en novembre 2022.

#### Données climatiques et températures
|                                             | Températures | Températures | Températures | Précipitations moyennes |
| Minimale                                    | Maximale     | Moyenne      |              | Précipitations moyennes |
| Janvier                                     | -21° (2010)  | +14° (2017)  | -3,5°        | 40 mm                   |
| Février                                     | -22° (2005)  | +23° (2019)  | 0,5°         | 37 mm                   |
| Mars                                        | -19° (2005)  | +22° (2017)  | 0,5°         | 43 mm                   |
| Avril                                       | -6° (1991)   | +26° (2018)  | 10°          | 72 mm                   |
| Mai                                         | -1° (2012)   | +32° (2003)  | 15,5°        | 96 mm                   |
| Juin                                        | +3° (2001)   | +33° (2003)  | 18°          | 78 mm                   |
| Juillet                                     | +4° (1993)   | +36° (2003)  | 20°          | 77,5 mm                 |
| Août                                        | +5° (2003)   | +40° (2003)  | 22,5°        | 71,3 mm                 |
| Septembre                                   | +1° (1995)   | +31° (2019)  | 16°          | 72 mm                   |
| Octobre                                     | -10° (2003)  | +26° (2017)  | 8°           | 68,2 mm                 |
| Novembre                                    | -16° (1993)  | +20° (2017)  | 2°           | 57 mm                   |
| Décembre                                    | -18° (1996)  | +17° (1989)  | -0,5°        | 46,5 mm                 |
| Source : weathertrends360.com via MSN Météo |              |              |              |                         |

## Urbanisme

### Typologie
Au 1er janvier 2024, Sarroux - Saint Julien est catégorisée commune rurale à habitat très dispersé, selon la nouvelle grille communale de densité à 7 niveaux définie par l'Insee en 2022.
Elle est située hors unité urbaine. Par ailleurs la commune fait partie de l'aire d'attraction d'Ussel, dont elle est une commune de la couronne,. Cette aire, qui regroupe 38 communes, est catégorisée dans les aires de moins de 50 000 habitants,.
La commune, bordée par un plan d’eau intérieur d’une superficie supérieure à 1 000 hectares, le lac de Bort-les-Orgues, est également une commune littorale au sens de la loi du 3 janvier 1986, dite loi littoral. Des dispositions spécifiques d’urbanisme s’y appliquent dès lors afin de préserver les espaces naturels, les sites, les paysages et l’équilibre écologique du littoral, tel le principe d'inconstructibilité, en dehors des espaces urbanisés, sur la bande littorale des 100 mètres, ou plus si le plan local d’urbanisme le prévoit.

### Lieux-dits et écarts
La commune compte 281 lieux-dits administratifs répertoriés consultables ici,.

### Logement
Sarroux - Saint Julien comptait 673 logements en 2017, selon l'INSEE dont 56,3 % de résidences principales, 30,6 % de résidences secondaires et 13,1 % de logements vacants. De plus, 89,4 % des Sarrousiens sont propriétaires de leur logement.

### Voies de communication et transports
Accès par l'autoroute A89 par la sortie  23 Ussel-Ouest située sur la commune de Saint-Angel à 23 km au nord-est.
La RD 979 (anciennement RN 679) qui part de Limoges passe sur la commune avant de prendre le nom de RD 679 en direction de Saint-Flour à Bort-les-Orgues. La commune dispose de deux arrêt de bus pour la ligne Ussel - Bort-les-Orgues sur la RD 979.
La gare la plus proche est celle d'Ussel à 24 km de la commune.
Les aéroports les plus proches sont Clermont-Ferrand et Aurillac. L'aérodrome d'Ussel-Thalamy est a 20 km de la commune.

### Risques majeurs
Le territoire de la commune de Sarroux - Saint Julien est vulnérable à différents aléas naturels : météorologiques (tempête, orage, neige, grand froid, canicule ou sécheresse), feux de forêts et séisme (sismicité très faible). Il est également exposé à deux risques technologiques, le transport de matières dangereuses et la rupture d'un barrage, et à un risque particulier : le risque de radon. Un site publié par le BRGM permet d'évaluer simplement et rapidement les risques d'un bien localisé soit par son adresse soit par le numéro de sa parcelle.

#### Risques naturels

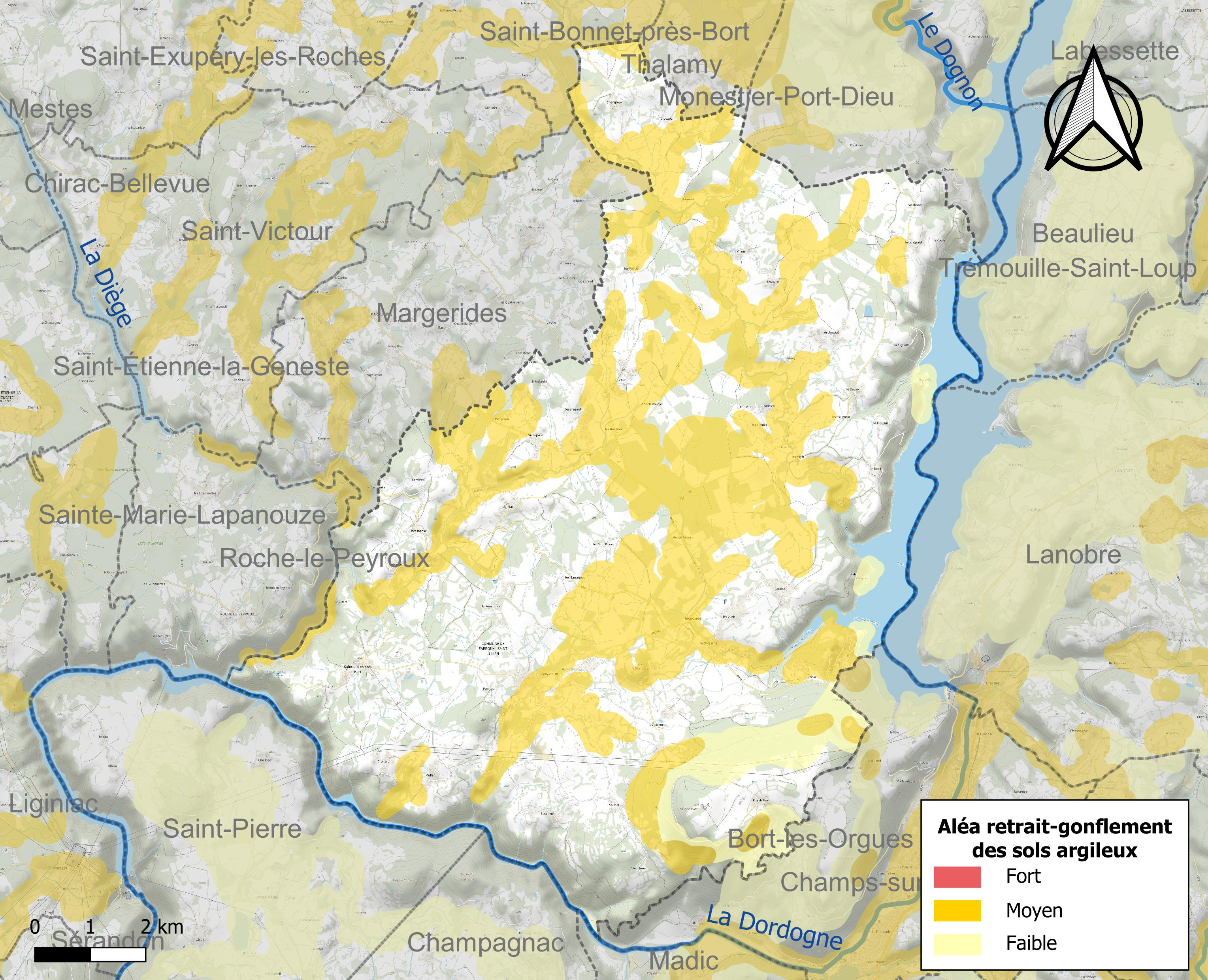
Carte des zones d'aléa retrait-gonflement des sols argileux de Sarroux - Saint Julien.

Le retrait-gonflement des sols argileux est susceptible d'engendrer des dommages importants aux bâtiments en cas d’alternance de périodes de sécheresse et de pluie. 34,5 % de la superficie communale est en aléa moyen ou fort (26,8 % au niveau départemental et 48,5 % au niveau national). Sur les 657 bâtiments dénombrés sur la commune en 2019, 172 sont en aléa moyen ou fort, soit 26 %, à comparer aux 36 % au niveau départemental et 54 % au niveau national. Une cartographie de l'exposition du territoire national au retrait gonflement des sols argileux est disponible sur le site du BRGM,.
Concernant les feux de forêt, aucun plan de prévention des risques incendie de forêt (PPRIF) n’a été établi en Corrèze, néanmoins le code de l’urbanisme impose la prise en compte des risques dans les documents d’urbanisme. Le périmètre des servitudes d'utilité publique et des zones d'obligation légale de débroussaillement pour les particuliers est quant à lui défini pour la commune dans une carte dédiée.
La commune a été reconnue en état de catastrophe naturelle au titre des dommages causés par les inondations et coulées de boue survenues en 1982 et 1999. Concernant les mouvements de terrains, la commune a été reconnue en état de catastrophe naturelle au titre des dommages causés par des mouvements de terrain en 1999.

#### Risques technologiques
Le risque de transport de matières dangereuses sur la commune est lié à sa traversée par une canalisation de transport d'hydrocarbures. Un accident se produisant sur une telle infrastructure est susceptible d’avoir des effets graves sur les biens, les personnes ou l'environnement, selon la nature du matériau transporté. Des dispositions d’urbanisme peuvent être préconisées en conséquence.
La commune est en outre située en aval du barrage de Bort-les-Orgues, un ouvrage de classe A disposant d'une retenue de 477 millions de mètres cubes. À ce titre elle est susceptible d’être touchée par l’onde de submersion consécutive à la rupture de cet ouvrage.

#### Risque particulier
Dans plusieurs parties du territoire national, le radon, accumulé dans certains logements ou autres locaux, peut constituer une source significative d’exposition de la population aux rayonnements ionisants. Certaines communes du département sont concernées par le risque radon à un niveau plus ou moins élevé. Selon la classification de 2018, la commune de Sarroux - Saint Julien est classée en zone 3, à savoir zone à potentiel radon significatif.

## Toponymie
Sarroux mérite son nom : "Petite hauteur allongée",  son étymologie venant du latin "serro" (une colline) et du suffixe "oxem" (un diminutif).

## Histoire
En novembre 2016, la commune de Sarroux avait accueilli plus d'une trentaine de jeunes migrants à la suite du démantèlement total de la « jungle » de Calais. Ils ont été placés dans le centre de vacances de Vioux, près de Bort-les-Orgues, mis à disposition par EDF, le propriétaire. L'entreprise assurera également l'encadrement de la trentaine de mineurs. Les migrants sont restés plus de deux mois et sont partis au Royaume-Uni car leurs visas ont été acceptés.
La commune est née le 1er janvier 2017 de la fusion des deux communes Sarroux et Saint-Julien-près-Bort qui prennent alors le statut de commune déléguée. Cependant, lors du premier conseil municipal, le 2 janvier 2019, le maire de la commune nouvelle, Xavier Gruat, annonce la suppression des deux communes déléguées.
Le 3 juillet 2017, Sarroux - Saint Julien, avec huit autres communes aux alentours, a fait face à une pollution de l'eau à la suite d'un dysfonctionnement du système de traitement de l'usine de traitement des eaux du Lys. Le dysfonctionnement serait la conséquence d'un violent orage qui a frappé la commune. Le problème a duré plus d'une semaine, la population était soumise à une restriction de la consommation de l'eau, la mairie avait mis en place une distribution d'eau potable. Le maire de la commune, Xavier Gruat, avait déclaré à la presse locale : « C'est le bazar le plus complet, on est dans l'incertitude totale ! » En 2009, la commune avait déjà été touchée par un problème similaire,.
Fin janvier 2018, le préfet de la Corrèze, Bertrand Gaume, a validé la démission de Jean-Claude Sangoï. Il était le premier adjoint de la commune, membre du Conseil communautaire et membre du Conseil municipal. Jean-Claude Sangoï avance des raisons de santé qui l'empêchent de s'investir comme il le souhaiterait dans les affaires municipales.
Début septembre 2018, une panne d'une antenne-relais de téléphonie mobile affecte la commune qui, avec plusieurs autres communes voisines, se retrouve donc sans réseau mobile. Le dysfonctionnement serait une conséquence d'un violent orage qui a frappé la commune. Selon l'opérateur, Orange, la panne affecte un équipement particulier de l'antenne-relais, une pièce qu'il faut commander. La panne durera plus de 15 jours, le maire de la commune, Xavier Gruat, déclara à la presse locale : « En tant qu'élu, je suis le premier à recevoir les plaintes. Ici, tout le monde a l'impression d'être des citoyens de 2e classe ».
Fin septembre 2018, la commune et sept autres communes aux alentours ont fait face à une pénurie d'eau potable. En effet les cours d'eau qui alimentent environ 5 000 habitants de ce secteur de Haute-Corrèze était au plus bas. Veolia, l'exploitant du réseau, a tiré le signal d'alarme le mardi 18 septembre en évoquant une « situation critique » à l'usine des Plaines, une unité de traitement des eaux puisées dans le Lys, qui fournit une bonne partie de l'eau potable des huit communes était presque à sec. La raison, un déficit pluviométrique depuis plusieurs semaines et des orages récents qui n'ont pas touché cette partie du plateau bortois. Pour pallier une possible rupture de la distribution d'eau potable pour plus de 2 000 habitants du plateau bortois, un porteur d'eau des sapeurs-pompiers de la Corrèze alimente en urgence l'usine de traitement de Sarroux - Saint Julien, jeudi 20 septembre, un porteur d'eau des sapeurs-pompiers a fait une dizaine de rotations entre Bort-les-Orgues et l'usine de Sarroux pour lui livrer, à chaque fois, 11 000 litres d'eau. La situation est revenue a la normale le 29 septembre 2018.
En août 2019, Sarroux - Saint Julien ainsi que les communes du plateau de Bort-les-Orgues ont fait face à une pénurie d'eau potable en raison d'une très importante sécheresse. Les 4 000 habitants du plateau sont ravitaillés en eau potable par des camions-citernes qui est prélevée dans le réseau de la ville de Bort-les-Orgues (à 10 km de Sarroux - Saint Julien), puis injectée dans le réseau d'eau potable des sept communes. Chaque camion transporte 26 000 litres d'eau maximum, de quoi couvrir une heure de consommation. Et la population est donc appelée à réduire sa consommation,,,,.

### Fait divers
Le jeudi 5 juillet 2018, la gendarmerie nationale avait déployé d'importants moyens de recherche sur la commune, dont un hélicoptère, pour retrouver une jeune fille de 19 ans portée disparue, des maîtres chiens ont également été mobilisés. Des plongeurs ont finalement découvert son corps, le vendredi 6 juillet 2018, en fin de journée, à hauteur de la plage des Aubazines, sur la commune de Sarroux. La procureure de la République de Tulle a indiqué au journal La Montagne : « qu’une enquête était en cours pour rechercher les causes de la mort et que l’hypothèse criminelle n’était pas privilégiée », il pourrait s'agir d'un suicide,.

### Héraldique
|  | D'azur à l'aigle d'argent soutenu de deux triangles vidés et entrelacés de même. Armes des Langlade. |

### Logo

Ancien logo de Sarroux (ancienne commune).
Logo actuel de la commune, depuis août 2017.

## Politique et administration

### Récapitulatif de résultats électoraux récents
| Scrutin              | 1er tour | 1er tour | 1er tour | 1er tour | 1er tour | 1er tour | 1er tour | 1er tour | 1er tour | 1er tour  | 1er tour  | 1er tour  | 2d tour     | 2d tour     | 2d tour     | 2d tour     | 2d tour     | 2d tour     | 2d tour     | 2d tour     | 2d tour     |
| Scrutin              | 1er      | 1er      | %        | 2e       | 2e       | %        | 3e       | 3e       | %        | 4e        | 4e        | %         | 1er         | 1er         | %           | 2e          | 2e          | %           | 3e          | 3e          | %           |
| -------------------- | -------- | -------- | -------- | -------- | -------- | -------- | -------- | -------- | -------- | --------- | --------- | --------- | ----------- | ----------- | ----------- | ----------- | ----------- | ----------- | ----------- | ----------- | ----------- |
| Présidentielle 2017  |          | FN       | 22,36    |          | EM       | 21,14    |          | LFI      | 18,37    |           | LR        | 14,38     |             | EM          | 61,86       |             | FN          | 38,14       | Pas de 3e   | Pas de 3e   | Pas de 3e   |
| Législatives 2017    |          | LREM     | 31,50    |          | LFI      | 15,22    |          | LR       | 13,91    |           | FN        | 13,65     |             | LREM        | 51,84       |             | PS          | 48,16       | Pas de 3e   | Pas de 3e   | Pas de 3e   |
| Européennes 2019     |          | RN       | 28,21    |          | LREM     | 12,05    |          | EÉLV     | 11,54    |           | LR        | 10,26     | Tour unique | Tour unique | Tour unique | Tour unique | Tour unique | Tour unique | Tour unique | Tour unique | Tour unique |
| Régionales 2021      |          | PS       | 23,45    |          | RN       | 19,21    |          | LR       | 17,80    |           | DVD       | 12,71     |             | PS          | 38,08       |             | LR          | 20,27       |             | RN          | 19,45       |
| Départementales 2021 |          | DVG      | 60,50    |          | LR       | 30,81    |          | RN       | 8,68     | Pas de 4e | Pas de 4e | Pas de 4e |             | DVG         | 65          |             | LR          | 35          | Pas de 3e   | Pas de 3e   | Pas de 3e   |
| Présidentielle 2022  |          | RN       | 28,98    |          | LREM     | 16,75    |          | LFI      | 14,91    |           | LR        | 9,38      |             | RN          | 57,93       |             | LREM        | 42,07       | Pas de 3e   | Pas de 3e   | Pas de 3e   |
| Législatives 2022    |          | RN       | 19,95    |          | LFI      | 18,72    |          | LR       | 18,72    |           | MoDem     | 16,50     |             | LR          | 55,07       |             | LFI         | 44,93       | Pas de 3e   | Pas de 3e   | Pas de 3e   |
| Européennes 2024     |          | RN       | 38,20    |          | PS       | 13,14    |          | DVD      | 9,49     |           | ENS       | 8,52      | Tour unique | Tour unique | Tour unique | Tour unique | Tour unique | Tour unique | Tour unique | Tour unique | Tour unique |
| Législatives 2024    |          | RN       | 40,83    |          | PS       | 29,68    |          | LR       | 26,47    |           | LO        | 2,08      |             | RN          | 44,61       |             | PS          | 32,91       |             | LR          | 22,49       |

### Administration municipale

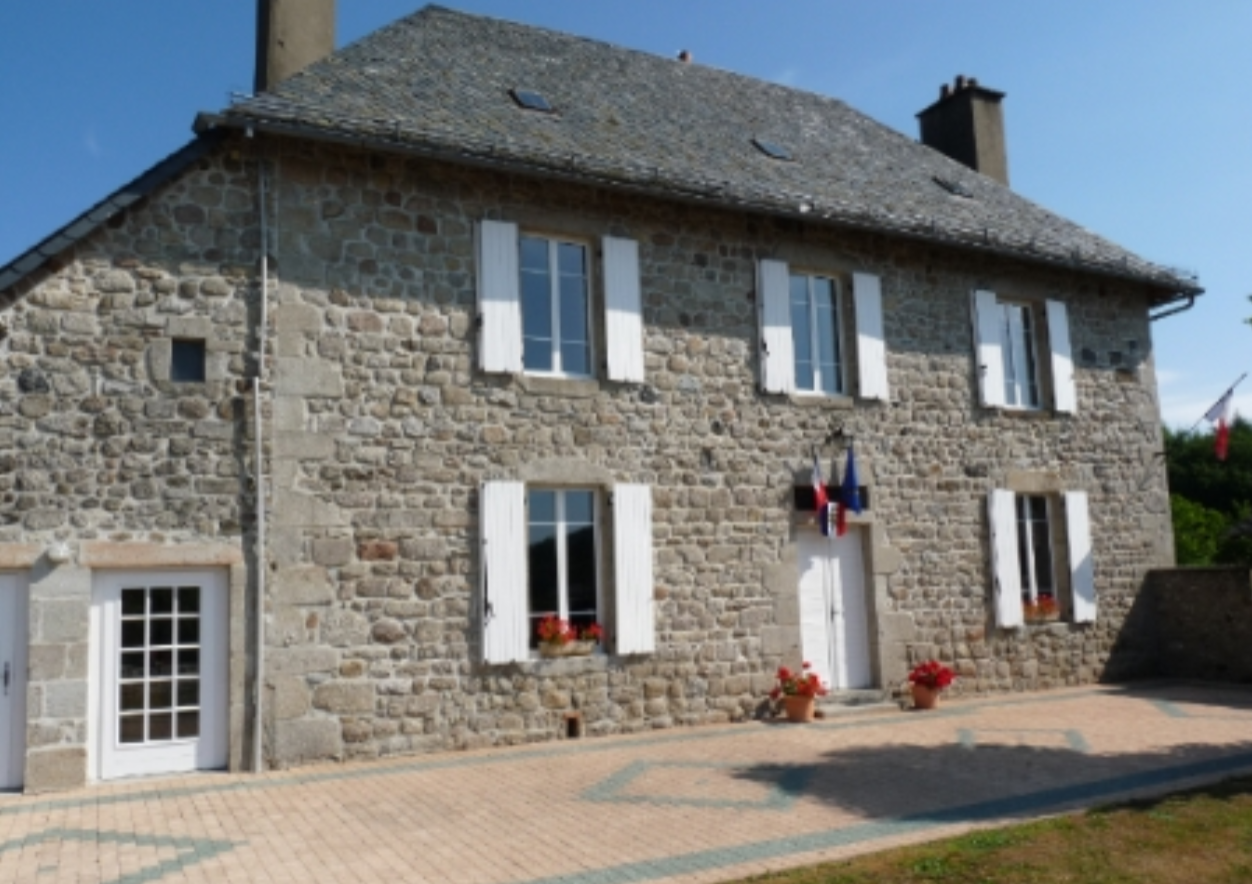
Mairie de Sarroux - Saint Julien.

La population de la commune étant comprise entre 500 et 1 499 habitants, quinze conseillers municipaux ont été élus lors de la création de la commune,.

#### Liste des maires successifs
| Période        | Période      | Identité             | Étiquette | Qualité                                                                                    |
| -------------- | ------------ | -------------------- | --------- | ------------------------------------------------------------------------------------------ |
| janvier 2017   | juillet 2024 | Xavier Gruat         | DVG       | Commerçant, chef d'entreprise Maire de Saint-Julien-près-Bort (2014 → 2016) Démissionnaire |
| septembre 2024 | En cours     | Jean-Paul Alphonsout | -         | Retraité EDF Secrétaire adjoint de la Fédération des chasseurs de la Corrèze               |

Xavier Gruat est le premier maire de la commune. Il a été élu une première fois lors des élections municipales de 2014 à Saint-Julien-près-Bort. Après la fusion des deux communes, le conseil municipal s'est réuni le 2 janvier 2017 et a élu Xavier Gruat maire de la commune nouvelle. Il est réélu le 26 mai 2020 à la suite des élections municipales de 2020. En mai 2024, Xavier Gruat annonce avoir remis sa démission au préfet de la Corrèze. Dans le bulletin municipal de juin, il évoque les difficultés de l’exercice du mandat des « petits » maires « dépouillés » de leurs pouvoirs de base au profit des communautés de communes. Il liste aussi besoin de disponibilité non-stop, sentiment d’impuissance pour répondre aux problèmes qui ne relèvent pas de la compétence municipale, poids des normes, incivilités, agressions verbales et difficultés à avoir des discussions constructives… Le tout couplé à de sérieux problèmes de santé,. Le préfet accepte sa démission le 9 juillet 2024.

### Intercommunalité
Sarroux - Saint Julien fait partie de la communauté de communes, Haute-Corrèze Communauté. La commune fait partie du Syndicat de la Diège.

### Canton
Sarroux - Saint Julien appartient au canton de la Haute-Dordogne, crée en 2015, le bureau centralisateur se situe sur la commune de Bort-les-Orgues.

### Instances judiciaires et administratives
Sarroux - Saint Julien relève du conseil de prud'hommes de Tulle, de la Cour administrative d'appel de Bordeaux, de la Cour d'appel de Limoges, de la Cour d'assises de la Corrèze à Tulle, du tribunal administratif de Limoges, du tribunal d'instance de Tulle, du tribunal de commerce de Brive-la-Gaillarde, du tribunal de grande instance de Tulle et du tribunal pour enfants de Brive-la-Gaillarde.

### Jumelages
En 2020, Sarroux - Saint Julien n'est jumelée avec aucune commune.

## Population et société

### Démographie
Les habitants de Sarroux - Saint Julien sont appelés les Sarrousiennes et Sarrousiens.
| Nom                    | Code Insee | Intercommunalité            | Superficie (km2) | Population (dernière pop. légale) | Densité (hab./km2) |
| ---------------------- | ---------- | --------------------------- | ---------------- | --------------------------------- | ------------------ |
| Sarroux (siège)        | 19252      | CC Haute-Corrèze Communauté | 23,76            | 444 (2019)                        | 19                 |
| Saint-Julien-près-Bort | 19218      | CC Haute-Corrèze Communauté | 30,63            | 401 (2019)                        | 13                 |

L'évolution du nombre d'habitants est connue à travers les recensements de la population effectués dans la commune depuis 1968. Pour les communes de moins de 10 000 habitants, une enquête de recensement portant sur toute la population est réalisée tous les cinq ans, les populations de référence des années intermédiaires étant quant à elles estimées par interpolation ou extrapolation. Pour la commune, le premier recensement exhaustif entrant dans le cadre du nouveau dispositif a été réalisé en 2015.

En 2022, la commune comptait 867 habitants, en évolution de +2,97 % par rapport à 2016 (Corrèze : −0,59 %, France hors Mayotte : +2,11 %).
| 1968 | 1975 | 1982 | 1990 | 1999 | 2006 | 2007 | 2008 | 2009 |
| ---- | ---- | ---- | ---- | ---- | ---- | ---- | ---- | ---- |
| 885  | 742  | 711  | 735  | 748  | 830  | 845  | 865  | 864  |

| 2010 | 2011 | 2012 | 2013 | 2014 | 2015 | 2020 | 2022 | - |
| ---- | ---- | ---- | ---- | ---- | ---- | ---- | ---- | - |
| 863  | 856  | 849  | 845  | 837  | 836  | 853  | 867  | - |

### Enseignement
Sarroux - Saint Julien appartient à l'Académie de Limoges et à la direction des services départementaux de l'Éducation nationale de la Corrèze qui eux-mêmes appartiennent à la région académique de la Nouvelle-Aquitaine. La commune est dans la zone A du calendrier scolaire français.
La commune administre une crèche, une école primaire et une bibliothèque,. Le collège le plus proche est le collège Marmontel de Bort-les-Orgues (à 11 km).
En 2018, la commune choisit de maintenir à une semaine de quatre jours et demi pour son école.

### Santé
Le centre hospitalier le plus proche de la commune est celui de Bort-les-Orgues à 10 km. Le centre hospitalier de Haute-Corrèze à Ussel (à 23 km) est le centre hospitalier le plus proche qui bénéficie d'un service d'urgence et d'une maternité.

### Vie associative et sportive
L’Association Loisirs et Culture (A.L.C.) propose diverses activités pour petits et grands (gymnastique, belote, club informatique, mise en place d'un centre de loisirs, bibliothèque, etc.).

#### Sports
La commune dispose de deux clubs sportifs, l'un de tennis de table et l'autre de judo, le club de tennis de table évolue au niveau régional,,. Une association de chasse se trouve également sur la commune.

#### Tour de France
Le 14 juillet 1996, lors de l'étape reliant Besse à Tulle, le Tour de France passe sur la commune, au lieu-dit le Chassang sur la RD 979.

## Économie

### Revenus de la population et fiscalité
En 2017, le revenu fiscal médian par ménage était de 20 890 €.

### Emploi
Le nombre total d'emploi, en 2017, s'élevait à 133. Le taux de chômage des 15 à 64 ans en 2017 était de 8,4 %.

### Entreprises et commerces
Au 31 décembre 2015, Sarroux - Saint Julien comptait 83 établissements : 36 dans l’agriculture, 7 dans l'industrie, 7 dans la construction, 26 dans le commerce-transports-services divers et 7 étaient relatifs au secteur administratif.

### Exploitation minière et métallurgie
La mine de fer de Deveix ne fait pas partie des Exploitations minières du Limousin car bien que concédée, elle n'a jamais été exploitée.

## Culture locale et patrimoine

### Lieux et monuments

#### Patrimoine architectural

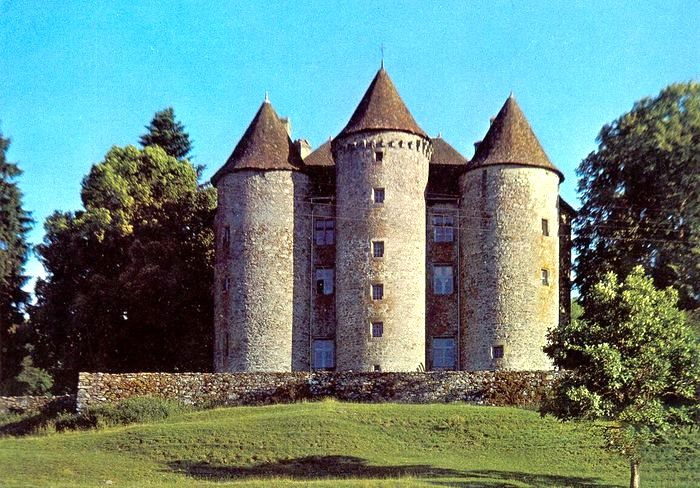
Château de Pierrefitte
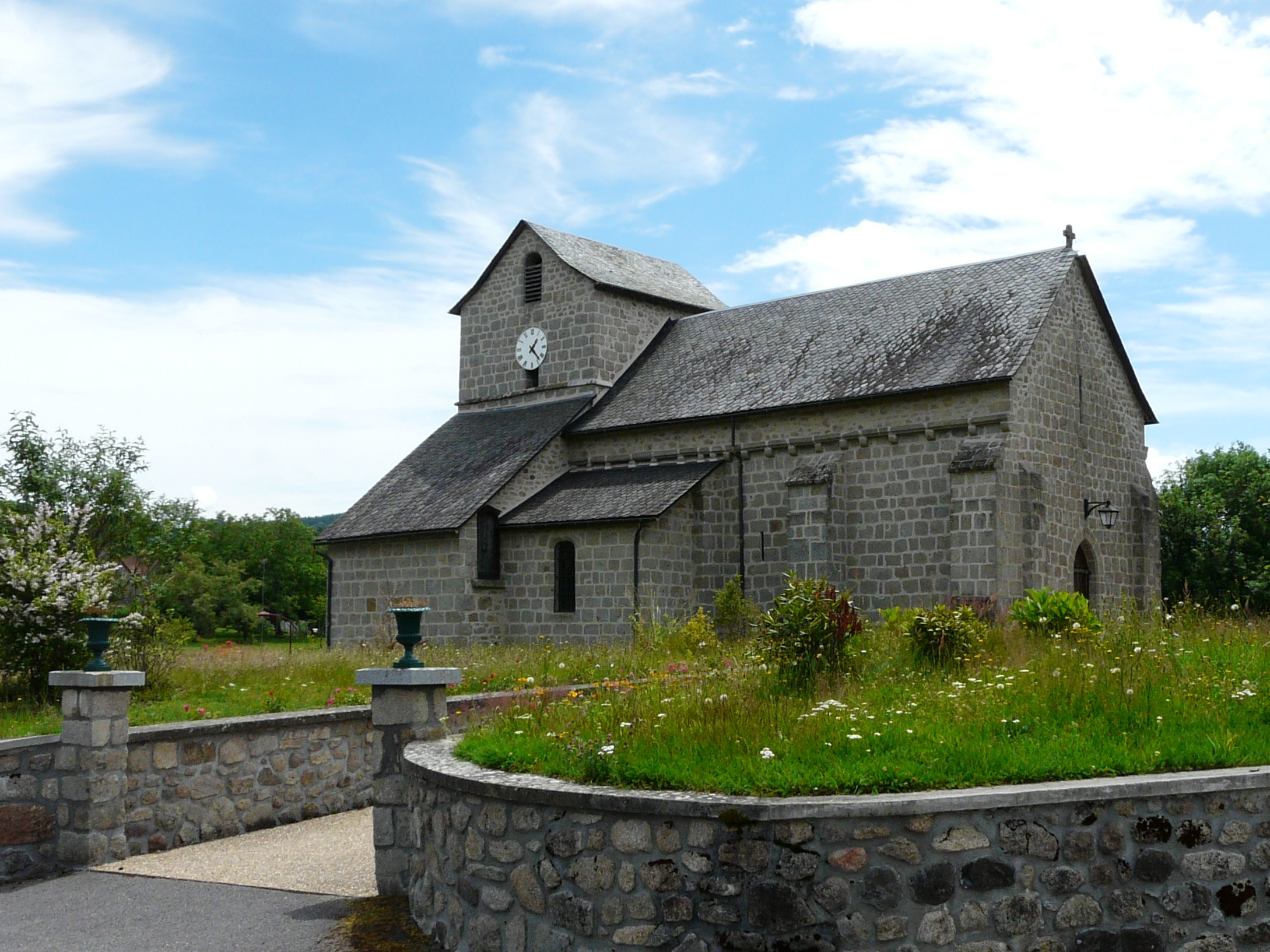
Église Saint-Barthélémy
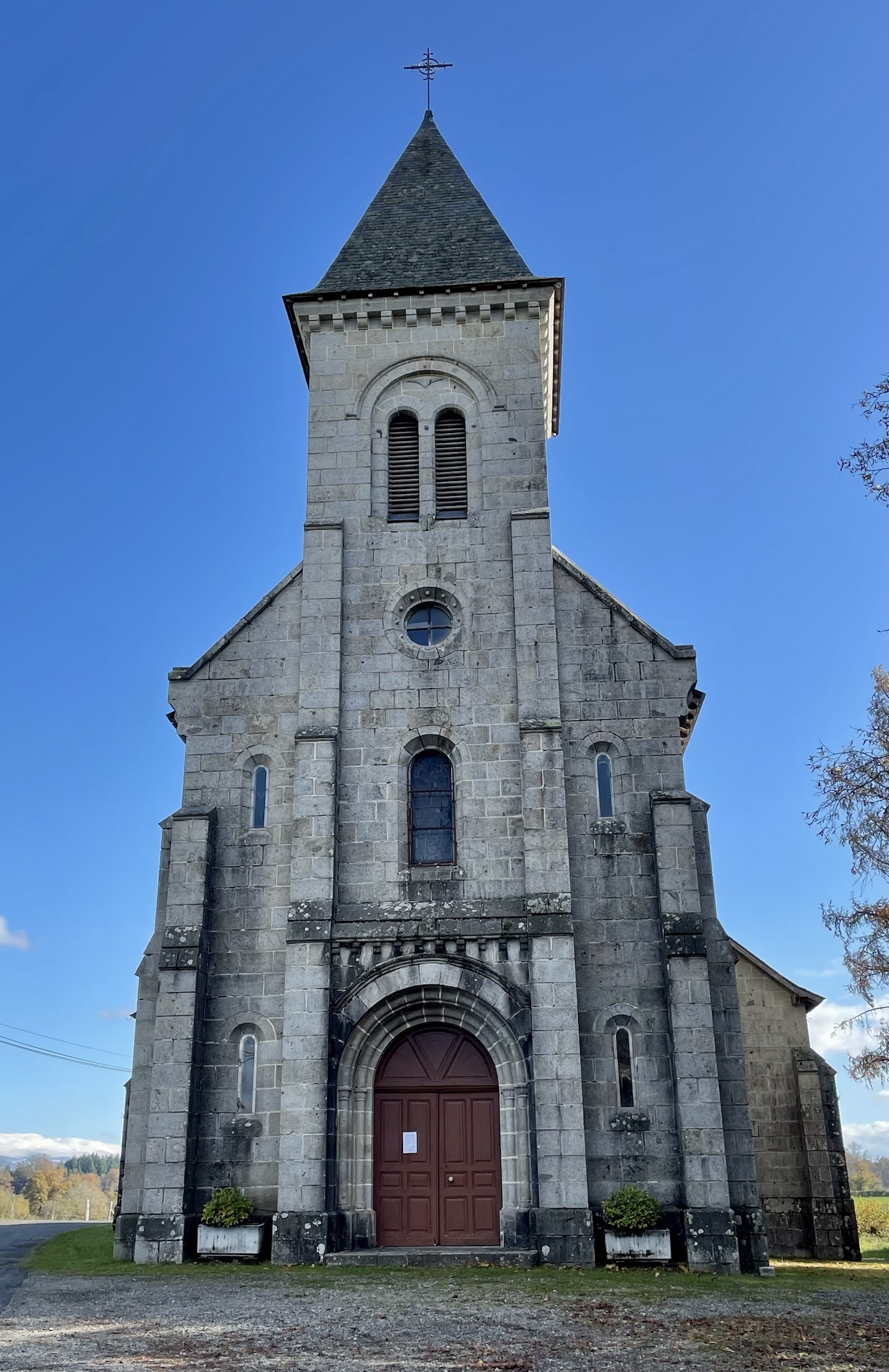
Église Saint-Joseph-de-Vaux

- Le château de Pierrefitte du XIIIe et XVe siècles est inscrit à l'inventaire des monuments historiques depuis le 19 mars 1927[78].
- Le château de Vaux du XVIIe siècle est inscrit à l'inventaire des monuments historiques depuis le 8 décembre 2017[79],[80].
- Église romane Saint-Barthélémy du XIIIe siècle[81],[82].
- Église Saint-Joseph-de-Vaux[83].
- Église Saint-Julien/Saint-Nazaire.

#### Patrimoine environnemental

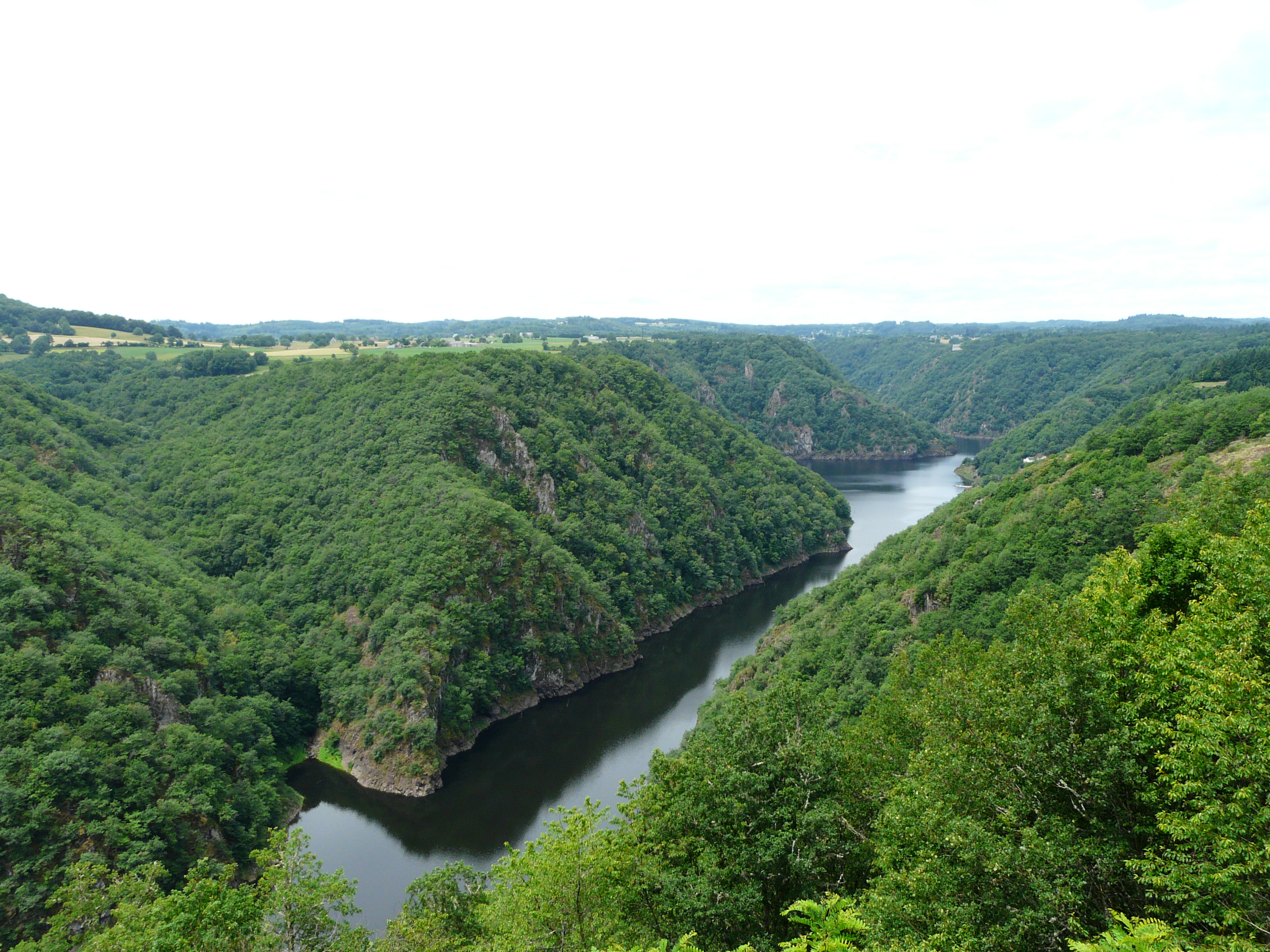
La Dordogne au site de Saint-Nazaire.

- Le lac de Bort-les-Orgues, résulte de la création du barrage de Bort-les-Orgues, il offre une attraction touristique sur la commune.
- La retenue du barrage de Marèges, situé à l'ouest de la commune.
- Le Puy de Bort, à 860 mètres d'altitude, sommet des orgues basaltiques qui ont donné son nom à la ville de Bort-les-Orgues. Il permet une vue sur le Limousin et l’Auvergne, sur les massif du Sancy et du Cantal. Ce lieu est connu par les amateurs de vol libre.
- Chêne dit de Sully pour son âge de plus de trois cents ans.
- Le site de Saint-Nazaire est un promontoire situé au-dessus du confluent de la Dordogne et de la Diège. Isolé de toute habitation, le site offre un point de vue privilégié sur les gorges de la Dordogne et la retenue du barrage de Marèges.
- Le site de la Pyramide situé près du Puy de Bort à 804 mètres d'altitude, offre une vue sur la vallée où se situe la commune.
- Site du Mont et vallée du Lys, site inscrit par arrêté ministériel du 16 août 1985, à 7 km au nord de Bort-les-Orgues. Offre une vue imprenable sur le château de Val et la retenue du barrage de Bort-les-Orgues.

### Personnalités liées à la commune
- Famille de Tournemire, présente depuis le XIXe siècle sur la commune de Sarroux, plusieurs membres de la famille y sont nés et morts ;
- Claude Gatignol (1938-), homme politique, est né à Saint-Julien-près-Bort.